# 11e division (armée impériale japonaise)
Pour les articles homonymes, voir 11e division.
La 11e division (第11師団, Dai-Jūichi shidan) est une unité d'infanterie de l'armée impériale japonaise. Son nom de code est division Brocart (錦兵団, Nishiki-heidan) et son symbole militaire est 11D. Elle est l'une des six nouvelles divisions créées après la première guerre sino-japonaise (1894-1895) et reçoit ses couleurs le 1er octobre 1945. Elle est dissoute en 1945. Ses troupes sont recrutées principalement dans les quatre préfectures de l'île de Shikoku. Son quartier-général est situé à l'origine à Zentsūji et son premier commandant est le lieutenant-général Nogi Maresuke.

## Histoire

### Guerre russo-japonaise et intervention en Sibérie
Durant la guerre russo-japonaise, sous le commandement du lieutenant-général Tsuchiya Mitsuharu, la 11e division est assignée dans la 3e armée de Nogi et subit de très lourdes pertes lors du siège de Port-Arthur. Elle forme ensuite le cœur de la 5e armée du général Kawamura Kageaki, où (sous le commandement du lieutenant-général Samejima Shigeo, elle joue un rôle important dans la sécurisation de la victoire japonaise à la bataille de Mukden. La division reste stationnée en Mandchourie comme force de garnison pendant deux ans après la guerre russo-japonaise, et ne retourne à Zentsūji que le 7 mai 1911.
La 11e division est de nouveau déployée sur le continent durant l'intervention en Sibérie en août 1920, remplaçant la 14e division. Elle est démobilisée et retourne au Japon en juin 1921.

### Seconde guerre sino-japonaise et guerre du Pacifique
La 11e division est l'une des trois divisions japonaises déployées à Shanghai durant la guerre de Shanghai en 1932. Elle retourne à Shanghai en juillet 1937 au début de la seconde guerre sino-japonaise mais est réassignée en garnison au Mandchoukouo en septembre 1938. En octobre 1939, la division est réorganisée en division triangulaire et son 22e régiment d'infanterie est transféré à la nouvelle 24e division.
Au début de la guerre du Pacifique, la 11e division est basée à Mishan, près du lac Khassan, à l'est du Mandchoukouo, comme partie de la 5e armée, en soutien aux actions de police contre la résistance chinoise et afin d'agir comme un effet dissuasif contre les forces frontalières soviétique. À cette époque, elle est commandée par le lieutenant-général Mitsuru Ushijima.
En février 1944, une grande partie de la 11e division (le 3e bataillon du 12e régiment, le 43e régiment, et le 11e régiment d'artillerie de montagnes) est transférée au 10e régiment mixte indépendant (en) (code 17584) et envoyé à Guam pour renforcer la 1re division qui est annihilée à la bataille de Guam en juillet-août 1944.
En avril 1945, les restes de la 11e division sont transférés du Mandchoukouo à Shikoku sous le commandement de la 55e armée en préparation d'une éventuelle invasion alliée du Japon. Elle est dissoute avec la capitulation du Japon en août 1945.

## Ordre de bataille (1944)
- 12e régiment d'infanterie
- 43e régiment d'infanterie
- 44e régiment d'infanterie
- 11e régiment de cavalerie
- 11e régiment d'artillerie de montagnes
- 11e régiment de génie
- 11e régiment de transport (logistique)
- 11e compagnie des signaux
- 11e compagnie des armes chimiques
- 11e hôpital de campagne
- 11e département de prévention des épidémies et de purification de l'eau
- 11e département vétérinaire